# Spokojny umysł
Spokojny umysł (tur. Huzur) – powieść tureckiego pisarza Ahmeta Hamdiego Tanpınara wydana w 1949 roku.
Powieść została opublikowana w 1948 roku w odcinkach przez gazetę Cumhuriyet Gazetesi, a w księgarniach ukazała się w 1949 roku. Akcja powieści rozgrywa się w latach 30. XX wieku w Stambule. Każdy rozdział jest nazwany imieniem czterech bohaterów: Ihsana, Nurany, Suata i Mumtaza. Gdy ojciec głównego bohatera Mümtaza przypadkowo ginie podczas I wojny światowej, ten wraz z matką ucieka z miasta. Niestety wkrótce zostaje sierotą. Opiekuje się nim mieszkający w Stambule Ihsan, kuzyn ze strony ojca. Nurana – ukochana Mümtaza jest  samotną matka porzuconą przez męża. Suat daleki krewny Mümtaza był zakochany w Nuranie, gdy ta była jeszcze mężatką.

## Tłumaczenia powieści
Powieść nie była znana poza Turcją. Do jej popularyzacji przyczynił się Ohran Pamuk, który twierdzi, że jest to najwspanialsza powieść, jaką kiedykolwiek napisano o Stambule. Powieść po raz pierwszy został przetłumaczona na język angielski przez Erdağa Göknara, tłumacza powieści Pamuka, i wydana w 2008 roku pod tytułem A Mind at Peace. W tym samym roku ukazał się w języku niemieckim pod tytułem Seelenfrieden w tłumaczeniu Christopha K. Neumanna.
W Polsce książkę po raz pierwszy w 2013 roku wydało Wydawnictwo Sonia Draga w tłumaczeniu Radosława Madejskiego.